# ثقافة أمريكا اللاتينية

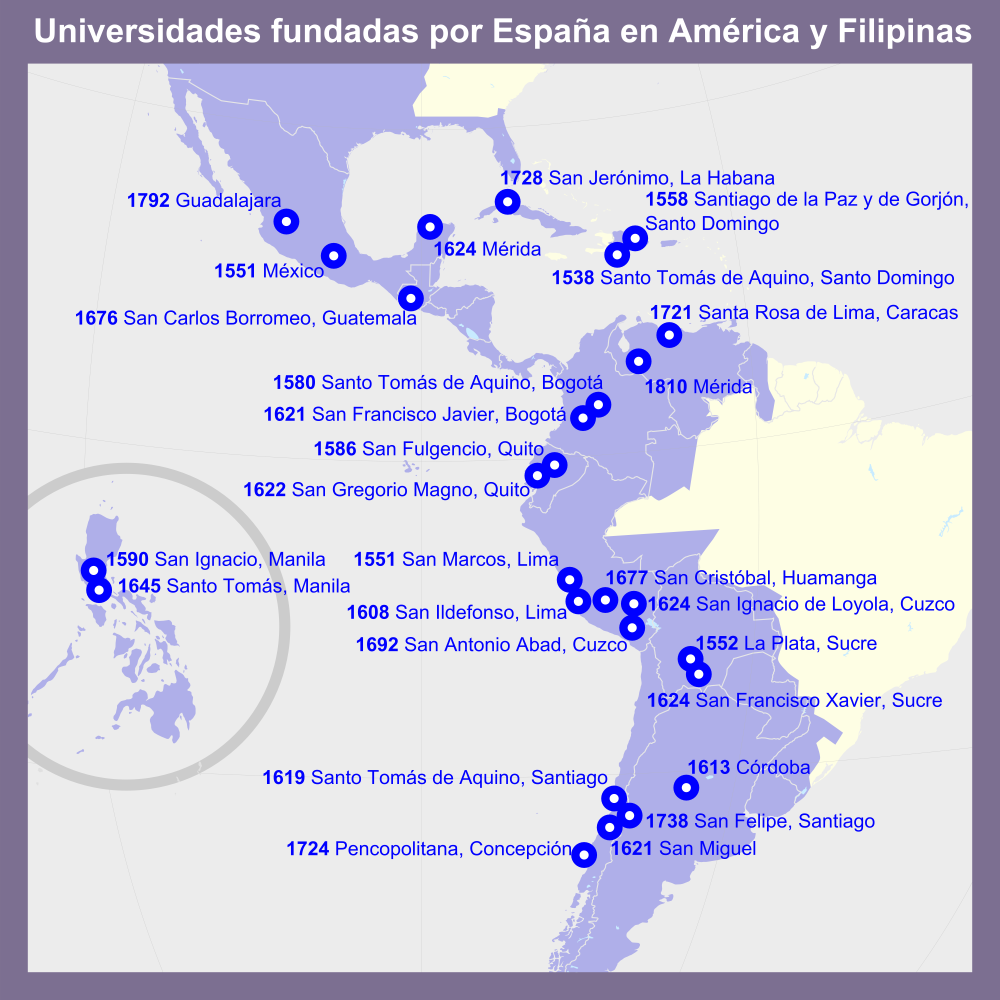
الجامعات التي أسستها إسبانيا في أمريكا والفلبين

ثقافة أمريكا اللاتينية هي أسلوب التعبير الرسمي أو غير الرسمي لشعوب أمريكا اللاتينية وتتضمن كلًا من الثقافية العالية (الأدب والفن الرفيع) والثقافة الشعبية (الموسيقى والفن الشعبي والرقص) فضلًا عن الدين وغيره من الممارسات العرفية.
تختلف التعريفات المحيطة بأمريكا اللاتينية. من منظور ثقافي، تشير أمريكا اللاتينية عمومًا إلى تلك الأجزاء من الثقافة واللغة الإسبانية والبرتغالية في الأمريكتين: المكسيك، وأغلب أجزاء أمريكا الوسطى، وأمريكا الجنوبية. هناك أيضًا وجود مهم لثقافة أمريكا اللاتينية ضمن الولايات المتحدة (كما في ولايات كاليفورنيا وفلوريدا والجنوب الغربي ومدن مثل نيويورك سيتي وشيكاغو ودالاس ولوس أنجلوس وميامي).
تؤثر العديد من العوامل في غنى ثقافة أمريكا اللاتينية، منها:
- الثقافة الإسبانية والبرتغالية. نظرًا للتاريخ الاستعماري للمنطقة، والاستيطان، والهجرة المستمرة من جانب إسبانيا والبرتغال. تعود جميع العناصر الأساسية المكونة لثقافة أمريكا اللاتينية إلى أصل إيبيري.
- ثقافات ما قبل كولومبوس، إذ تظهر أهميتها اليوم بوضوح ضمن بلدان مثل المكسيك وغواتيمالا والإكوادور وبيرو وبوليفيا وباراغواي، وهي ثقافات أساسية في مجتمعات السكان الأصليين مثل كيشوا ومايا والأيمارا.
- الهجرة الأوروبية من إسبانيا وإيطاليا وألمانيا وفرنسا وأوروبا الشرقية في القرنين التاسع عشر والعشرين ميلادية؛ التي قلبت حال المنطقة وخصوصًا بلدان مثل الأرجنتين والأوروغواي والبرازيل (المناطق الجنوبية والجنوبية الشرقية على نحو خاص) وكولومبيا وكوبا وتشيلي وفنزويلا وباراغواي وبيرو وجمهورية الدومينيكان (المنطقة الشمالية تحديدًا) والمكسيك (لا سيما المنطقة الشمالية).
- الشتات الصيني والهندي واللبناني وغيره من المسيحيين العرب، والفيليبيني والياباني والآسيوي. أثرت معظم الهجرات والعمال المستعبدين الذين قدموا للعمل في مناجم الفحم على ثقافة بلدان البرازيل والمكسيك وكوبا وجامايكا وجمهورية الدومينيكان وبنما وبيرو في مجالات مثل الأغذية والفنون والتجارة الثقافية.
- أثرت ثقافة أفريقيا والتي جلبها الأفارقة بدورهم خلال تجارة الرقيق ببعض دول أمريكا اللاتينية وليس في جميعها. ظهرت التأثيرات بشكل خاص في الرقص والموسيقى والمطبخ والديانة في كل من كوبا والبرازيل وجمهورية الدومينيكان وكولومبيا الساحلية.

## الجماعات العرقية
تضم أمريكا اللاتينية عددًا كبيرًا من السكان من مختلف الفئات العرقية والأنساب المختلفة. معظم المنحدرين من الهنود الأمريكيين هم من أصل عرقي مختلط.
في القرون السادس عشر والسابع عشر والثامن عشر، كان هناك تدفق للمهاجرين الايبيريين الذين رحلوا صوب أمريكا اللاتينية. لم تكن هجرة أعداد كبيرة من الناس، لكن على المدى الطويل كان لها تأثير كبير على سكان أمريكا اللاتينية: رحل البرتغاليون إلى البرازيل والإسبان إلى بقية المنطقة الشاسعة. فاق الرجال أعداد النساء في صفوف المهاجرين الأوروبيين، وتزوج عديدٌ منهم من السكان الأصليين. وأدى ذلك إلى خلط بين الهنود الأمريكيين والأوروبيين، يُعرف المنحدرون منهم اليوم باسم «المستيثو». حتى شعوب أمريكا اللاتينية الذين يعتبرون «أوروبيين» يحملون عادة بعضًا من الأصول الأصلية «السكان الأصليين». يشكل المستيثيون اليوم غالبية سكان أمريكا اللاتينية.
بدءًا من أواخر القرن السادس عشر، جُلب عدد كبير من العبيد الأفارقة إلى أمريكا اللاتينية، خصوصًا إلى البرازيل ومنطقة البحر الكاريبي. يشكل السود اليوم غالبية سكان منطقة الكاريبي. اختلط عديدٌ من العبيد الأفارقة بالأوروبيين وذريتهم (يعرفون باسم المولاتو) ويشكلون غالبية السكان في بعض البلدان، مثل جمهورية الدومينيكان، ونسبة كبيرة في كل من البرازيل وكولومبيا وغيرهم. حصل خلط أيضًا بين السود والهنود الأمريكيين، وعرفت ذريتهم باسم «زامبو». تحوي عديدٌ من دول أمريكا اللاتينية سكانًا من عرق ثلاثي، إذ تكون ذريتهم خليطًا من الهنود الأمريكيين والأوروبيين والأفارقة.
وصل عدد كبير من المهاجرين الأوربيين إلى أمريكا اللاتينية في أواخر القرنين التاسع عشر والعشرين ميلادية، استقر معظمهم في المخروط الجنوبي (الأرجنتين وتشيلي والأوروغواي وجنوب البرازيل) وشمال المكسيك. يحمل المخروط الجنوبي اليوم غالبية سكانية ينحدر عدد كبير من أفرادها من أصل أوروبي، وأكثر من 80% من سكان أميركا اللاتينية الأوروبيين بالمجمل، الذين ينحدرون في الأغلب من ست مجموعات من المهاجرين: الإيطاليين والإسبان والبرتغاليين والفرنسيين والألمان واليهود (السفارديم والاشكناز على حد  سواء)، والأيرلنديين والأمريكيين واليونانيين والكرواتيين والروس والويلزيين والأوكرانيين وغيرهم بدرجة أقل.
في نفس الفترة، جاء المهاجرون من الشرق الأوسط وآسيا، بمن فيهم الهنود واللبنانيون والسوريون، وفي وقت لاحق، الكوريون والصينيون واليابانيون، إلى البرازيل بشكل رئيسي. يشكل هؤلاء نسبة صغيرة فقط من سكان أمريكا اللاتينية، لكنهم يتجمعون في المدن الرئيسية.
أثر هذا التنوع عميقًا في الدين والموسيقى والسياسة. يطلق على هذا الإرث الثقافي (يقال بأنه غير لائق) باللاتيني أو «لاتينو» في الإنجليزية الأمريكية. خارج الولايات المتحدة، وفي العديد من اللغات (خصوصًا في الرومانية منها)، لاتينو تعني اللاتيني فقط، مشيرةً إلى الثقافات والشعوب التي يعود إرثها إلى الإمبراطورية الرومانية القديمة. أمريكا اللاتينية هي المصطلح اللائق.

## اللغة
تسود اللغة الإسبانية في معظم البلدان. تشيع اللغة البرتغالية بشكل أساسي في البرازيل، حيث تعتبر اللغة الرسمية والوطنية. تستخدم اللغة الفرنسية أيضًا في بلدان أصغر، وفي حوض الكاريبي، وغويانا الفرنسية.
تحمل عديدٌ من البلدان، خصوصًا في منطقة البحر الكاريبي لغاتها الكاريولية (المولدة) الخاصة بها، مشتقة من لغات أوروبية ومن مختلف اللهجات الأفريقية. يتحدث السكان باللغات الهندية الأمريكية في العديد من بلدان أمريكا اللاتينية، خاصة في البيرو والإكوادور وغواتيمالا وبوليفيا وباراغواي والمكسيك. يتكلم أكثر من مليون فرد من السكان اللغات النواتلية في المكسيك. في حين تحوي المكسيك على أكثر من 80 لغة أصلية على امتداد البلاد، لا تحدد الحكومة ولا الدستور لغة رسمية (ولا حتى الإسبانية)، أيضًا، كما أن بعض مناطق البلاد لا تتحدث لغة حديثة ولا تزال تحافظ على لهجتها القديمة دون أن تعرف لغة أخرى. تعتبر الغورانية، إلى جانب الإسبانية، اللغة الرسمية لباراغواي، ويتكلم بها أغلبية السكان، علاوة على ذلك، يتحدث نحو 10 ملايين شخص لغة كتشوا في أمريكا الجنوبية وإسبانيا، إلا أن أكثر من نصفهم يعيشون في بوليفيا والبيرو (نحو 6.700.800 فرد).
تشمل اللغات الأوروبية الأخرى المتحدث بها: الإيطالية في البرازيل والأرجنتين، والألمانية في جنوب البرازيل، وجنوب تشيلي والأرجنتين، والويلزية في جنوب الأرجنتين.

## الديانة
تعتبر المسيحية الديانة السائدة في جميع أنحاء أمريكا اللاتينية (90%)، معظمهم من الروم الكاثوليك. نشطت أمريكا اللاتينية، وخصوصًا البرازيل، في تطوير حركة الروم الكاثوليك شبه الإشتراكية المعروفة باسم لاهوت التحرير. يتواجد أيضًا أتباع البروتستانتية والخمسينية والإنجيلية وشهود يهوه والمورمونية والبوذيون واليهود والمسلمون والهندوس والبهائية والديانات الأصلية. تُمارس أيضًا العديد من التقاليد الأفريقية اللاتينية مثل السانتيريا وماكومبا، وهي دين قبلي من الشعوذة. تزداد الإنجيلية شعبيةً بشكل خاص.

## الفن والأنشطة الترفيهية
من منظور بعيد المدى، كان النفوذ البريطاني في أمريكا اللاتينية بعد الاستقلال الذي جاء في عشرينيات القرن التاسع عشر هائلًا. سعت بريطانيا عمدًا إلى نشر ثقافتها عوضًا عن الإسبانية في الشؤون الاقتصادية والثقافية. تعد كل من القضايا العسكرية والاستعمار عوامل ثانوية. مورس التأثير من خلال الدبلوماسية والتجارة والمصارف والاستثمار في السكك الحديدية والمناجم. نُقلت اللغة الإنجليزية والثقافة البريطانية عبر وكلاء أعمال بريطانيين نشطين بمهام مؤقتة ضمن المراكز التجارية الكبرى، حيث يقومون بدعوة السكان المحليين إلى أنشطة ترفيهية بريطانية، مثل الرياضات المنظمة، أو إلى مؤسساتهم الثقافية التي جلبوها معهم مثل المدارس والنوادي. لم يختفي الدور البريطاني، لكنه تلاشى بسرعة بعد عام 1914 مع صرف بريطانيا أموالها في الاستثمارات لتغطية تكاليف حربها الكبرى (الحرب العالمية الأولى)، وانتقلت الولايات المتحدة إلى المنطقة حاملة معها قوة عارمة ومعايير ثقافية مماثلة.